# Пантич, Дано
Да́но Па́нтич (серб. Дано Пантић / Dano Pantić; 2 марта 1972, Никшич) — сербский югославский дзюдоист полутяжёлой весовой категории, выступал за сборную Югославии в конце 1980-х — начале 2000-х годов. Участник летних Олимпийских игр в Барселоне, бронзовый призёр чемпионата Европы, бронзовый призёр Средиземноморских игр, победитель и призёр многих турниров национального значения. Также известен как тренер по дзюдо, главный тренер национальной сборной Сербии.

## Биография
Дано Пантич родился 2 марта 1972 года в городе Никшич, Югославия. Активно заниматься дзюдо начал в возрасте девяти лет, проходил подготовку в клубе единоборств «Академик».
Первого серьёзного успеха добился в сезоне 1988 года, когда стал чемпионом Югославии среди кадетов. Год спустя повторил это достижение, а ещё через год получил бронзу в зачёте взрослого национального первенства и занял седьмое место на международном турнире в Перми. В 1991 году впервые одержал победу на чемпионате Югославии по дзюдо среди взрослых спортсменов. В следующем сезоне в полутяжёлой весовой категории стал седьмым на чемпионате Европы в Париже и благодаря череде удачных выступлений удостоился права защищать честь страны на летних Олимпийских играх 1992 года в Барселоне — из-за санкций по отношению к Югославии выступал здесь как независимый спортсмен и занял в итоге 21 место, проиграв на стадии 1/16 финала японцу Ясухиро Каи.
После барселонской Олимпиады Пантич остался в основном составе югославской национальной сборной и продолжил принимать участие в крупнейших международных турнирах. Так, в 1993 году он боролся на чемпионате Европы в Афинах и стал седьмым в открытой весовой категории. В 1997 году побывал на европейском первенстве в бельгийском Остенде, откуда привёз награду бронзового достоинства, а также взял бронзу на Средиземноморских играх в Бари — обе медали в зачёте полутяжёлого веса. При этом на чемпионате мира в Париже был лишь седьмым. Последний раз показал сколько-нибудь значимый результат на международной арене в сезоне 2002 года, когда выступал на этапе Кубка мира в Риме и дошёл до стадии 1/16 финала (проиграл боснийцу Амелю Мекичу). Вскоре по окончании этих соревнований принял решение завершить карьеру профессионального спортсмена, уступив место в сборной молодым югославским дзюдоистам.
После завершения спортивной карьеры Дано Пантич занялся тренерской деятельностью, в частности в период 2003—2006 годов возглавлял национальную сборную Сербии и Черногории по дзюдо, а затем занимал должность старшего тренера в национальной сборной Сербии. Под его руководством в 2007 году полусредневес Милош Миялкович завоевал серебряную медаль на чемпионате Европы в Белграде.